# Élections législatives de 1981 dans les Bouches-du-Rhône
Les élections législatives françaises de 1981 se déroulent les 14 et 21 juin 1981. Dans le département des Bouches-du-Rhône, onze députés sont à élire dans le cadre de onze circonscriptions.

## Élus
| Circonscription | Député sortant     | Parti | Parti    | Député élu ou réélu   | Parti | Parti    |
| --------------- | ------------------ | ----- | -------- | --------------------- | ----- | -------- |
| 1re             | Joseph Comiti      |       | RPR      | Hyacinthe Santoni     |       | RPR      |
| 2e              | Jean-Claude Gaudin |       | UDF (PR) | Jean-Claude Gaudin    |       | UDF (PR) |
| 3e              | Gaston Defferre    |       | PS       | Gaston Defferre       |       | PS       |
| 4e              | Guy Hermier        |       | PCF      | Guy Hermier           |       | PCF      |
| 5e              | Georges Lazzarino  |       | PCF      | René Olmeta           |       | PS       |
| 6e              | Edmond Garcin      |       | PCF      | Edmond Garcin         |       | PCF      |
| 7e              | Jeanine Porte      |       | PCF      | Jean-Jacques Léonetti |       | PS       |
| 8e              | Marcel Tassy       |       | PCF      | Marius Masse          |       | PS       |
| 9e              | Louis Philibert    |       | PS       | Louis Philibert       |       | PS       |
| 10e             | René Rieubon       |       | PCF      | René Rieubon          |       | PCF      |
| 11e             | Vincent Porelli    |       | PCF      | Vincent Porelli       |       | PCF      |

## Positionnement des partis
Le Parti socialiste et apparentés présente des candidats au nom de la majorité présidentielle tandis que la majorité sortante UDF-RPR-CNIP se présente sous le sigle « Union pour la nouvelle majorité ». Enfin, le Parti communiste présente des candidats sous l'appellation « majorité d'union de la gauche ».

## Résultats

### Résultats à l'échelle du département
| Parti                 | Parti                              | Premier tour | Premier tour | Second tour | Second tour | Sièges |
| Parti                 | Parti                              | Voix         | %            | Voix        | %           | Sièges |
| --------------------- | ---------------------------------- | ------------ | ------------ | ----------- | ----------- | ------ |
|                       | Parti socialiste                   | 223 972      | 33,66        | 212 909     | 34,25       | 5      |
|                       | Parti communiste français          | 192 173      | 28,88        | 171 629     | 27,61       | 4      |
|                       | Majorité présidentielle            | 416 145      | 62,55        | 384 538     | 61,87       | 9      |
|                       |                                    |              |              |             |             |        |
|                       | Union pour la démocratie française | 142 965      | 21,49        | 176 850     | 28,45       | 1      |
|                       | Rassemblement pour la République   | 76 018       | 11,43        | 60 171      | 9,68        | 1      |
|                       | Divers droite                      | 3 419        | 0,51         |             |             | 0      |
|                       | Union pour la nouvelle majorité    | 222 402      | 33,43        | 237 021     | 38,13       | 2      |
|                       |                                    |              |              |             |             |        |
|                       | Front national                     | 7 539        | 1,13         |             |             | 0      |
|                       | Divers écologiste                  | 6 450        | 0,97         | 0           |             |        |
|                       | Extrême gauche                     | 4 589        | 0,69         | 0           |             |        |
|                       | Gaullistes d'opposition            | 3 895        | 0,59         | 0           |             |        |
|                       | Parti socialiste unifié            | 1 899        | 0,29         | 0           |             |        |
|                       | Divers gauche                      | 1 360        | 0,20         | 0           |             |        |
|                       | Extrême droite                     | 1 065        | 0,16         | 0           |             |        |
|                       |                                    |              |              |             |             |        |
| Inscrits              | Inscrits                           | 1 039 574    | 100,00       | 955 718     | 100,00      | 11     |
| Abstentions           | Abstentions                        | 365 850      | 35,19        | 303 973     | 31,81       |        |
| Votants               | Votants                            | 673 724      | 64,81        | 651 745     | 68,19       |        |
| Blancs et nuls        | Blancs et nuls                     | 8 380        | 1,24         | 30 186      | 4,63        |        |
| Exprimés              | Exprimés                           | 665 344      | 98,76        | 621 559     | 95,37       |        |
| Source : data.gouv.fr |                                    |              |              |             |             |        |

### Résultats par circonscription

#### Première circonscription
|                                                       | Michel Pezet          | PS             | 7 632  | 33,81  | 11 853  | 47,63   |  |  |  |  |  |  |  |
|                                                       | Hyacinthe Santoni élu | RPR (UNM)      | 6 433  | 28,49  | 13 030  | 52,37   |  |  |  |  |  |  |  |
|                                                       | Jean Roussel          | UDF (PR)       | 5 298  | 23,47  | Retrait | Retrait |  |  |  |  |  |  |  |
|                                                       | Robert Allione        | PCF            | 2 770  | 12,27  |         |         |  |  |  |  |  |  |  |
|                                                       | Hubert Savon          | FN             | 443    | 1,96   |         |         |  |  |  |  |  |  |  |
|                                                       | Olivier Boiron        | CCA            | 0      | 0,00   |         |         |  |  |  |  |  |  |  |
|                                                       | Bernard Coll          | PFN            | 0      | 0,00   |         |         |  |  |  |  |  |  |  |
|                                                       |                       |                |        |        |         |         |  |  |  |  |  |  |  |
| Inscrits                                              | Inscrits              | Inscrits       | 41 463 | 100,00 | 41 464  | 100,00  |  |  |  |  |  |  |  |
| Abstentions                                           | Abstentions           | Abstentions    | 18 681 | 45,05  | 16 189  | 39,04   |  |  |  |  |  |  |  |
| Votants                                               | Votants               | Votants        | 22 782 | 54,95  | 25 275  | 60,96   |  |  |  |  |  |  |  |
| Blancs et nuls                                        | Blancs et nuls        | Blancs et nuls | 206    | 0,9    | 392     | 1,55    |  |  |  |  |  |  |  |
| Exprimés                                              | Exprimés              | Exprimés       | 22 576 | 99,1   | 24 883  | 98,45   |  |  |  |  |  |  |  |
| Source : Data.gouv et Sud Ouest du 16 juin 1981, p. 4 |                       |                |        |        |         |         |  |  |  |  |  |  |  |

#### Deuxième circonscription
| Candidat           | Candidat                         | Parti          | Premier tour | Premier tour | Second tour | Second tour |  |
| Candidat           | Candidat                         | Parti          | Voix         | %            | Voix        | %           |  |
| ------------------ | -------------------------------- | -------------- | ------------ | ------------ | ----------- | ----------- |  |
|                    | Jean-Claude Gaudin sortant réélu | UDF (PR)       | 30 778       | 45,67        | 37 680      | 50,66       |  |
|                    | Charles-Émile Loo                | PS             | 22 887       | 33,96        | 36 701      | 49,34       |  |
|                    | Sébastien Giudicelli             | PCF            | 9 707        | 14,40        |             |             |  |
|                    | Claude Saint-Martin              | MÉP            | 1 793        | 2,66         |             |             |  |
|                    | Pierre Lucas                     | Divers droite  | 1 369        | 2,03         |             |             |  |
|                    | Daniel Bescheron                 | FN             | 858          | 1,27         |             |             |  |
|                    | Roland Corté                     | PFN            | 0            | 0,00         |             |             |  |
|                    |                                  |                |              |              |             |             |  |
| Inscrits           | Inscrits                         | Inscrits       | 106 615      | 100,00       | 106 618     | 100,00      |  |
| Abstentions        | Abstentions                      | Abstentions    | 38 738       | 36,33        | 31 029      | 29,1        |  |
| Votants            | Votants                          | Votants        | 67 877       | 63,67        | 75 589      | 70,9        |  |
| Blancs et nuls     | Blancs et nuls                   | Blancs et nuls | 485          | 0,71         | 1 208       | 1,6         |  |
| Exprimés           | Exprimés                         | Exprimés       | 67 392       | 99,29        | 74 381      | 98,4        |  |
| Source : Data.gouv |                                  |                |              |              |             |             |  |

#### Troisième circonscription
| Candidat                                                                    | Candidat                      | Parti                | Premier tour | Premier tour | Second tour | Second tour |  |
| Candidat                                                                    | Candidat                      | Parti                | Voix         | %            | Voix        | %           |  |
| --------------------------------------------------------------------------- | ----------------------------- | -------------------- | ------------ | ------------ | ----------- | ----------- |  |
|                                                                             | Gaston Defferre sortant réélu | PS                   | 12 958       | 42,33        | 18 898      | 57,97       |  |
|                                                                             | Robert Villani                | RPR (UNM)            | 10 320       | 33,71        | 13 703      | 42,03       |  |
|                                                                             | Yvan Massiani                 | PCF                  | 5 765        | 18,83        |             |             |  |
|                                                                             | Bernard Zeller                | Extrême droite (PFN) | 1 064        | 3,48         |             |             |  |
|                                                                             | Ronald Perdomo                | FN                   | 474          | 1,55         |             |             |  |
|                                                                             | Philippe Bartoli              | Divers gauche        | 32           | 0,10         |             |             |  |
|                                                                             |                               |                      |              |              |             |             |  |
| Inscrits                                                                    | Inscrits                      | Inscrits             | 53 178       | 100,00       | 53 178      | 100,00      |  |
| Abstentions                                                                 | Abstentions                   | Abstentions          | 22 156       | 41,66        | 19 716      | 37,08       |  |
| Votants                                                                     | Votants                       | Votants              | 31 022       | 58,34        | 33 462      | 62,92       |  |
| Blancs et nuls                                                              | Blancs et nuls                | Blancs et nuls       | 409          | 1,32         | 861         | 2,57        |  |
| Exprimés                                                                    | Exprimés                      | Exprimés             | 30 613       | 98,68        | 32 601      | 97,43       |  |
| Source : Le Monde du 23 juin 1981, p. 15 et Sud-Ouest du 16 juin 1981, p. 4 |                               |                      |              |              |             |             |  |

#### Quatrième circonscription
|                                                         | Guy Hermier sortant réélu | PCF            | 24 811 | 51,02  |  |  |  |
|                                                         | Danielle Di Scala         | PS             | 12 635 | 25,98  |  |  |  |
|                                                         | Charles Prunet            | RPR (UNM)      | 8 869  | 18,24  |  |  |  |
|                                                         | Jean-François Amoros      | FN             | 1 131  | 2,33   |  |  |  |
|                                                         | Noëlle Mas                | LCR            | 698    | 1,44   |  |  |  |
|                                                         | Claudine Rodinson         | LO             | 489    | 1,01   |  |  |  |
|                                                         | Yves Giana                | PFN            | 1      | 0,00   |  |  |  |
|                                                         |                           |                |        |        |  |  |  |
| Inscrits                                                | Inscrits                  | Inscrits       | 83 843 | 100,00 |  |  |  |
| Abstentions                                             | Abstentions               | Abstentions    | 34 645 | 41,32  |  |  |  |
| Votants                                                 | Votants                   | Votants        | 49 198 | 58,68  |  |  |  |
| Blancs et nuls                                          | Blancs et nuls            | Blancs et nuls | 564    | 1,15   |  |  |  |
| Exprimés                                                | Exprimés                  | Exprimés       | 48 634 | 98,85  |  |  |  |
| Source : Data.gouv.fr et Professions de foi du 1er tour |                           |                |        |        |  |  |  |

#### Cinquième circonscription
| Candidat           | Candidat                  | Parti          | Premier tour | Premier tour | Second tour | Second tour |  |
| Candidat           | Candidat                  | Parti          | Voix         | %            | Voix        | %           |  |
| ------------------ | ------------------------- | -------------- | ------------ | ------------ | ----------- | ----------- |  |
|                    | René Olmeta élu           | PS             | 12 899       | 34,63        | 24 012      | 61,91       |  |
|                    | Robert Gardeil            | UDF (PR)       | 11 914       | 32,00        | 14 771      | 38,09       |  |
|                    | Georges Lazzarino sortant | PCF            | 10 689       | 28,71        | Retrait     | Retrait     |  |
|                    | Jany Saussol              | MÉP            | 745          | 2,00         |             |             |  |
|                    | Jean-Pierre Martin        | FN             | 533          | 1,43         |             |             |  |
|                    | Françoise Clément         | LO             | 293          | 0,79         |             |             |  |
|                    | Andrée Attanasio          | Divers droite  | 136          | 0,37         |             |             |  |
|                    | Lucien Andreani           | MDD            | 38           | 0,08         |             |             |  |
|                    |                           |                |              |              |             |             |  |
| Inscrits           | Inscrits                  | Inscrits       | 62 189       | 100,00       | 62 189      | 100,00      |  |
| Abstentions        | Abstentions               | Abstentions    | 24 546       | 39,47        | 23 011      | 37          |  |
| Votants            | Votants                   | Votants        | 37 643       | 60,53        | 39 178      | 63          |  |
| Blancs et nuls     | Blancs et nuls            | Blancs et nuls | 396          | 1,05         | 395         | 1,01        |  |
| Exprimés           | Exprimés                  | Exprimés       | 37 247       | 98,95        | 38 783      | 98,99       |  |
| Source : Data.gouv |                           |                |              |              |             |             |  |

#### Sixième circonscription
| Candidat           | Candidat                    | Parti          | Premier tour | Premier tour | Second tour | Second tour |  |
| Candidat           | Candidat                    | Parti          | Voix         | %            | Voix        | %           |  |
| ------------------ | --------------------------- | -------------- | ------------ | ------------ | ----------- | ----------- |  |
|                    | Edmond Garcin sortant réélu | PCF            | 24 706       | 36,62        | 41 874      | 59,75       |  |
|                    | Roland Povinelli            | PS             | 18 949       | 28,09        | Retrait     | Retrait     |  |
|                    | Bernard Jacquier            | UDF (PR)       | 16 125       | 23,90        | 28 208      | 40,25       |  |
|                    | Michel Fabrigoule           | RPR (UNM)      | 6 642        | 9,84         |             |             |  |
|                    | Jean-Marie Cloarec          | LO             | 673          | 1,00         |             |             |  |
|                    | Jacques Marolleau           | Extrême gauche | 369          | 0,55         |             |             |  |
|                    | Joseph Zamorano             | Divers gauche  | 0            | 0,00         |             |             |  |
|                    |                             |                |              |              |             |             |  |
| Inscrits           | Inscrits                    | Inscrits       | 101 187      | 100,00       | 101 174     | 100,00      |  |
| Abstentions        | Abstentions                 | Abstentions    | 32 784       | 32,4         | 28 849      | 28,51       |  |
| Votants            | Votants                     | Votants        | 68 403       | 67,6         | 72 325      | 71,49       |  |
| Blancs et nuls     | Blancs et nuls              | Blancs et nuls | 939          | 1,37         | 2 243       | 3,1         |  |
| Exprimés           | Exprimés                    | Exprimés       | 67 464       | 98,63        | 70 082      | 96,9        |  |
| Source : Data.gouv |                             |                |              |              |             |             |  |

#### Septième circonscription
| Candidat           | Candidat                  | Parti          | Premier tour | Premier tour | Second tour | Second tour |  |
| Candidat           | Candidat                  | Parti          | Voix         | %            | Voix        | %           |  |
| ------------------ | ------------------------- | -------------- | ------------ | ------------ | ----------- | ----------- |  |
|                    | Jean-Jacques Léonetti élu | PS             | 9 687        | 35,18        | 17 586      | 65,29       |  |
|                    | Jeanine Porte sortante    | PCF            | 9 413        | 34,19        | Retrait     | Retrait     |  |
|                    | Francis Cousigné          | UDF (CDS)      | 6 170        | 22,41        | 9 351       | 34,71       |  |
|                    | Gérard Teyssier           | FRP            | 1 085        | 3,94         |             |             |  |
|                    | Henri Roche               | MDD            | 699          | 2,54         |             |             |  |
|                    | Gérard Barelier           | FN             | 479          | 1,74         |             |             |  |
|                    |                           |                |              |              |             |             |  |
| Inscrits           | Inscrits                  | Inscrits       | 47 625       | 100,00       | 47 626      | 100,00      |  |
| Abstentions        | Abstentions               | Abstentions    | 19 751       | 41,47        | 19 745      | 41,46       |  |
| Votants            | Votants                   | Votants        | 27 874       | 58,53        | 27 881      | 58,54       |  |
| Blancs et nuls     | Blancs et nuls            | Blancs et nuls | 341          | 1,22         | 944         | 3,39        |  |
| Exprimés           | Exprimés                  | Exprimés       | 27 533       | 98,78        | 26 937      | 96,61       |  |
| Source : Data.gouv |                           |                |              |              |             |             |  |

#### Huitième circonscription
| Candidat           | Candidat             | Parti          | Premier tour | Premier tour | Second tour | Second tour |  |
| Candidat           | Candidat             | Parti          | Voix         | %            | Voix        | %           |  |
| ------------------ | -------------------- | -------------- | ------------ | ------------ | ----------- | ----------- |  |
|                    | Marius Masse élu     | PS             | 27 688       | 37,64        | 48 336      | 100,00      |  |
|                    | Marcel Tassy sortant | PCF            | 20 772       | 28,25        | Retrait     | Retrait     |  |
|                    | Jean Chélini         | UDF (CDS)      | 12 712       | 17,27        |             |             |  |
|                    | Pierre Payan         | RPR (UNM)      | 10 432       | 14,18        |             |             |  |
|                    | Guy Pantaleo         | FN             | 1 027        | 1,39         |             |             |  |
|                    | Edmond Garcin        | Divers gauche  | 732          | 1,00         |             |             |  |
|                    | Yves Coquin          | Divers droite  | 192          | 0,26         |             |             |  |
|                    |                      |                |              |              |             |             |  |
| Inscrits           | Inscrits             | Inscrits       | 116 056      | 100,00       | 116 052     | 100,00      |  |
| Abstentions        | Abstentions          | Abstentions    | 41 716       | 35,94        | 53 728      | 46,3        |  |
| Votants            | Votants              | Votants        | 74 340       | 64,06        | 62 324      | 53,7        |  |
| Blancs et nuls     | Blancs et nuls       | Blancs et nuls | 785          | 1,06         | 13 988      | 22,44       |  |
| Exprimés           | Exprimés             | Exprimés       | 73 555       | 98,94        | 48 336      | 77,56       |  |
| Source : Data.gouv |                      |                |              |              |             |             |  |

#### Neuvième circonscription (Aix-en-Provence)
| Candidat           | Candidat                      | Parti          | Premier tour | Premier tour | Second tour | Second tour |  |
| Candidat           | Candidat                      | Parti          | Voix         | %            | Voix        | %           |  |
| ------------------ | ----------------------------- | -------------- | ------------ | ------------ | ----------- | ----------- |  |
|                    | Louis Philibert sortant réélu | PS             | 37 482       | 42,69        | 55 523      | 58,24       |  |
|                    | Alain Joissains               | UDF (Rad)      | 25 972       | 29,58        | 39 803      | 41,75       |  |
|                    | Luc Foulquier                 | PCF            | 11 094       | 12,63        |             |             |  |
|                    | Yves Destrem                  | RPR (UNM)      | 9 107        | 10,37        |             |             |  |
|                    | Ronald Rémy                   | MÉP            | 2 143        | 2,44         |             |             |  |
|                    | Jacques Galland               | Divers droite  | 1 128        | 1,28         |             |             |  |
|                    | Patrick Cardon                | PSU            | 479          | 0,54         |             |             |  |
|                    | Sonia Boué                    | Divers gauche  | 394          | 0,45         |             |             |  |
|                    |                               |                |              |              |             |             |  |
| Inscrits           | Inscrits                      | Inscrits       | 127 853      | 100,00       | 127 880     | 100,00      |  |
| Abstentions        | Abstentions                   | Abstentions    | 39 043       | 30,54        | 30 539      | 23,88       |  |
| Votants            | Votants                       | Votants        | 88 810       | 69,46        | 97 341      | 76,12       |  |
| Blancs et nuls     | Blancs et nuls                | Blancs et nuls | 1 011        | 1,14         | 2 015       | 2,07        |  |
| Exprimés           | Exprimés                      | Exprimés       | 87 799       | 98,86        | 95 326      | 97,93       |  |
| Source : Data.gouv |                               |                |              |              |             |             |  |

#### Dixième circonscription (Salon-de-Provence)
| Candidat           | Candidat                   | Parti          | Premier tour | Premier tour | Second tour | Second tour |  |
| Candidat           | Candidat                   | Parti          | Voix         | %            | Voix        | %           |  |
| ------------------ | -------------------------- | -------------- | ------------ | ------------ | ----------- | ----------- |  |
|                    | René Rieubon sortant réélu | PCF            | 46 357       | 37,25        | 82 332      | 63,64       |  |
|                    | Annie Nougarède            | PS             | 35 929       | 28,87        | Retrait     | Retrait     |  |
|                    | Bertrand Munier            | UDF (CDS)      | 33 996       | 27,32        | 47 037      | 36,36       |  |
|                    | Pierre-Louis Causse        | FN             | 2 594        | 2,08         |             |             |  |
|                    | Alain Gélédan              | MDD            | 2 073        | 1,66         |             |             |  |
|                    | Christian Caroz            | PSU            | 1 420        | 1,14         |             |             |  |
|                    | Jean-Paul Rigollet         | LO             | 1 131        | 0,91         |             |             |  |
|                    | Rémy Jean                  | LCR            | 936          | 0,75         |             |             |  |
|                    |                            |                |              |              |             |             |  |
| Inscrits           | Inscrits                   | Inscrits       | 189 384      | 100,00       | 189 371     | 100,00      |  |
| Abstentions        | Abstentions                | Abstentions    | 62 658       | 33,09        | 54 981      | 29,03       |  |
| Votants            | Votants                    | Votants        | 126 726      | 66,91        | 134 390     | 70,97       |  |
| Blancs et nuls     | Blancs et nuls             | Blancs et nuls | 2 290        | 1,81         | 5 021       | 3,74        |  |
| Exprimés           | Exprimés                   | Exprimés       | 124 436      | 98,19        | 129 369     | 96,26       |  |
| Source : Data.gouv |                            |                |              |              |             |             |  |

#### Onzième circonscription (Arles)
| Candidat           | Candidat                      | Parti             | Premier tour | Premier tour | Second tour | Second tour |  |
| Candidat           | Candidat                      | Parti             | Voix         | %            | Voix        | %           |  |
| ------------------ | ----------------------------- | ----------------- | ------------ | ------------ | ----------- | ----------- |  |
|                    | Vincent Porelli sortant réélu | PCF               | 26 089       | 33,40        | 47 423      | 58,65       |  |
|                    | Jacques Siffre                | PS                | 25 226       | 32,30        | Retrait     | Retrait     |  |
|                    | Gérard Jouve                  | RPR (UNM)         | 24 215       | 31,00        | 33 438      | 41,35       |  |
|                    | Pierre-Aimé Morin             | Divers écologiste | 1 769        | 2,26         |             |             |  |
|                    | Jacques Descordes             | Divers droite     | 594          | 0,76         |             |             |  |
|                    | Hélène Chabrand-Thoret        | Divers gauche     | 202          | 0,26         |             |             |  |
|                    |                               |                   |              |              |             |             |  |
| Inscrits           | Inscrits                      | Inscrits          | 110 181      | 100,00       | 110 166     | 100,00      |  |
| Abstentions        | Abstentions                   | Abstentions       | 31 132       | 28,26        | 26 186      | 23,77       |  |
| Votants            | Votants                       | Votants           | 79 049       | 71,74        | 83 980      | 76,23       |  |
| Blancs et nuls     | Blancs et nuls                | Blancs et nuls    | 954          | 1,21         | 3 119       | 3,71        |  |
| Exprimés           | Exprimés                      | Exprimés          | 78 095       | 98,79        | 80 861      | 96,29       |  |
| Source : Data.gouv |                               |                   |              |              |             |             |  |

## Rappel des résultats départementaux des élections de 1978

### Élus en 1978
| Circ.            | Élu(e) | Élu(e) | Élu(e)              | Élu(e)     | Élu(e)     | Battu(e) (seconde place) | Battu(e) (seconde place) | Battu(e) (seconde place) | Battu(e) (seconde place) | Battu(e) (seconde place) |
| Circ.            | Parti  | Parti  | Nom                 | % Exprimés | % Exprimés | Parti                    | Parti                    | Nom                      | % Exprimés               | % Exprimés               |
| Circ.            | Parti  | Parti  | Nom                 | 1er tour   | 2e tour    | Parti                    | Parti                    | Nom                      | 1er tour                 | 2e tour                  |
| ---------------- | ------ | ------ | ------------------- | ---------- | ---------- | ------------------------ | ------------------------ | ------------------------ | ------------------------ | ------------------------ |
| 1re              |        | RPR    | Joseph Comiti *     | 26,84      | 58,03      |                          | PS                       | Bastien Leccia           | 22,25                    | 41,97                    |
| 2e               |        | UDF-PR | Jean-Claude Gaudin  | 24,73      | 53,67      |                          | PS                       | Charles-Émile Loo *      | 24,81                    | 46,43                    |
| 3e               |        | PS     | Gaston Defferre *   | 31,63      | 55,73      |                          | RPR                      | Marcel Pujol             | 27,46                    | 44,27                    |
| 4e               |        | PCF    | Guy Hermier         | 50,67      |            |                          | RPR                      | Raymond Lecler           | 21,72                    |                          |
| 5e               |        | PCF    | Georges Lazzarino * | 32,58      | 53,77      |                          | UDF-PR                   | Robert Gardeil           | 24,04                    | 46,22                    |
| 6e               |        | PCF    | Edmond Garcin *     | 41,76      | 56,29      |                          | UDF-PR                   | Bernard Jacquier         | 24,32                    | 43,70                    |
| 7e               |        | PCF    | Jeanine Porte       | 37,09      | 58,84      |                          | RPR                      | Pierre Castel            | 19,04                    | 41,16                    |
| 8e               |        | PCF    | Marcel Tassy        | 31,28      | 54,28      |                          | UDF-PR                   | Max Ginovès              | 17,61                    | 45,72                    |
| 9e               |        | PS     | Louis Philibert *   | 30,06      | 51,92      |                          | UDF-PR                   | Jean Féraud              | 24,80                    | 48,08                    |
| 10e              |        | PCF    | René Rieubon *      | 37,29      | 58,28      |                          | RPR                      | Luc Peraldi              | 16,71                    | 41,72                    |
| 11e              |        | PCF    | Vincent Porelli *   | 34,92      | 53,32      |                          | UDF-CDS                  | Michel Van Migom         | 21.48                    | 46,68                    |
| * Député sortant |        |        |                     |            |            |                          |                          |                          |                          |                          |